# 仙桃西站
仙桃西站是宁蓉线汉宜段上的一座铁路车站，位于湖北省仙桃市三伏潭镇，北靠汉水，西临随（湖北随州）岳（湖南岳阳）高速，距仙桃市城区约31km，距天门市中心约23km。隶属武汉局集团汉口站管辖，现为三等站。客站建设规模4000平方米，设到发线4条，基本站台及中间站台各一座，办理客货运业务。

## 站名渊源
汉宜铁路原“仙桃站”设在汉江北岸的天门市境内，天门市后要求将设在天门仙北工业园境内的原“仙桃站”站名予以变更为天门南站。 　　
仙桃市后选择在汉江南岸、位于仙桃市辖区内封口头村和雷场村之间设置仙桃西站。

## 趣闻
网传由于本站到天门市区的距离相对要近，而到仙桃市区相对要远，故列车乘务员会提醒乘客若要前往天门需要在本站下车。因此，本站被网友称为“中国最搞笑的高铁站”。（事实上虽然本站到天门市区的直线距离相对要近，但中间隔着汉江没有桥，交通很不方便。）从汉宜铁路新建大福线路所引出的武仙城际铁路另设有仙桃站，2020年12月26日开通。